# Митчелл (тауншип, Миннесота)
Митчелл (англ. Mitchell) — тауншип в округе Уилкин, Миннесота, США. На 2000 год его население составило 103 человека.

## География
По данным Бюро переписи населения США площадь тауншипа составляет 94,4 км², из которых 94,4 км² занимает суша, водоёмов нет.

## Демография
По данным переписи населения 2000 года здесь находились 103 человека, 39 домохозяйств и 29 семей. Плотность населения —  1,1 чел./км². На территории тауншипа расположено 42 постройки со средней плотностью 0,4 построек на один квадратный километр. Расовый состав населения: 97,09 % белых, 0,97 % коренных американцев и 1,94 % приходится на две или более других рас. Испанцы или латиноамериканцы любой расы составляли 0,97 % от популяции тауншипа.
Из 39 домохозяйств в 38,5 % воспитывались дети до 18 лет, в 61,5 % проживали супружеские пары, в 5,1 % проживали незамужние женщины и в 23,1 % домохозяйств проживали несемейные люди. 20,5 % домохозяйств состояли из одного человека, при том 7,7 % из — одиноких пожилых людей старше 65 лет. Средний размер домохозяйства — 2,64, а семьи — 2,97 человека.
30,1 % населения — младше 18 лет, 3,9 % — в возрасте от 18 до 24 лет, 33,0 % — от 25 до 44, 18,4 % — от 45 до 64, и 14,6 % — старше 65 лет. Средний возраст — 38 лет. На каждые 100 женщин приходилось 94,3 мужчин. На каждые 100 женщин старше 18 приходилось 105,7 мужчин.
Средний годовой доход домохозяйства составлял 36 875 долларов, а средний годовой доход семьи —  55 000 долларов. Средний доход мужчин —  46 250  долларов, в то время как у женщин — 20 000. Доход на душу населения составил 21 974 доллара. За чертой бедности не находилась ни одна семья и 5,3 % всего населения тауншипа, из которых 15,4 % старше 65 лет.